# جلبرت
جِلبرت هو اسم شخص من أصل نرمندي فرنسي،  مشتق من الكلمة الجرمانية جِزألبرت.